# Zalesie-Kolonia (województwo lubelskie)
Zalesie-Kolonia – kolonia w Polsce, położona w województwie lubelskim, w powiecie ryckim, w gminie Ryki.
W latach 1975–1998 miejscowość administracyjnie położona była w ówczesnym województwie lubelskim.
Na skraju lasu, w pobliżu wsi znajduje się mogiła żołnierzy Armii Radzieckiej.